# Balèt
Le balèt est une danse traditionnelle sautée s’exécutant en couple lors des fêtes locales de Tende (Alpes-Maritimes). Elle est accompagnée par le duo instrumental accordéon chromatique/clarinette.
La pratique du balèt est répertoriée à l'Inventaire du patrimoine culturel immatériel en France.

## Historique
Apparu à la fin du XVIe siècle, le terme balèt qui découle de l’italien « baletto » définit un genre musical précis interprété par des voix ou des instruments dans le but d’être dansé.
Expression de la culture transfrontalière avec l'Italie et des micro-mouvements migratoires du début du XXe siècle, cette danse aurait été importée dans l'apparat festif tendasque par la migration de proximité des premières générations de Piémontais de Vernante ou de Limone à Tende.
Aujourd'hui, le balèt est considéré comme l'une des danses typiques des fêtes de Tende (avec le courente) et elle a aussi été intégrée dans les pratiques festives tendasques. La participation des Piémontais aux fêtes de Tende et des Tendasques aux fêtes des villages voisins en Italie est un élément important de la conservation de cette pratique.

## Lebalètaux fêtes de Tende
Contrairement à l’Italie, où plusieurs groupes folkloriques pratiquent courenta et balèt, seul le groupe de Tende les danse en France. Pour autant, ces danses dites typiques des fêtes de Tende proviennent de l’autre côté du col de Tende et ont été intégrées dans les années 1980 par la migration de proximité des premières générations de Piémontais de Vernante ou de Limone à Tende.
Lors des bals, balèt et courente s’alternent. Le balèt est considéré comme plus difficile et fatigant bien que statique. En effet, le couple danse toujours au même endroit sur la piste et alterne entre deux figures : le « face à face » et la « rotation ».

## Le face à face
Les partenaires, « se tenant par les mains, bras tendus mais bas, exécutent simultanément un pas qui est une succession rapide et alternée d'appuis sur la jambe gauche puis droite».
La description de D’Hulster fait référence à la val Vermegnana, à Tende les danseurs ne se tiennent pas par les mains mais tiennent parfois les bras croisés derrière le dos.

## La rotation
« La phase précédemment décrite se termine sur une prise d'élan qui va lancer le couple dans un mouvement de rotation. Les partenaires se situent côte à côte tout en regardant dans une direction opposée. Chacun pose une main sur la hanche de son partenaire tandis que l'autre main maintient le coude du bras de son complice pareillement occupé. La rotation du couple se fait autour d'un axe vertical virtuel séparant l'homme et la femme. Un pas d'élan est pris sur le dernier temps de la carrure musicale précédente avec la jambe extérieure au sens de la rotation. Celle-ci s'effectue sur l'appui de la jambe intérieure des deux danseurs, dont les pieds, en sens opposés, sont joints au plus près. Durant la rotation à proprement parler (le pied d'appui sur lequel on tourne est soit posé à plat, soit sur la pointe, soit encore sur le talon selon les danseurs et la vitesse à laquelle ils entendent virer) l'autre jambe est fléchie de manière à lever le talon vers l'arrière. On observe également une très légère flexion de la jambe d'appui. Lorsqu'une rotation a été effectuée sur un temps musical (noire pointée) la jambe extérieure prend à son tour appui pour permettre au pied intérieur de tourner sur lui-même et recommencer le mouvement alterné. Quoi qu'il en soit, le pied intérieur est toujours posé sur le temps fort. ».

## Le comité des fêtes du Vieux-Tende
Depuis 1966, le groupe folklorique du comité des fêtes du Vieux-Tende enseigne cette danse aux jeunes générations de Tende. En France, il s'agit de l'unique groupe centré sur la pratique du balèt (ainsi que celle du courente).
Ces danses sont enseignées dans les écoles, dès la maternelle, avec l'aide des groupes folkloriques. Les enfants portent aussi les costumes traditionnels.

## Transmission de la pratique
La transmission se fait par la pratique du balèt à l’occasion des fêtes organisées par plusieurs associations (comité des fêtes, comité du Vieux-Tende, confréries de pénitents ou de métier, groupe folklorique).